# Exército Guerrilheiro Tupac Katari
Exército Guerrilheiro Tupac Katari (em espanhol: Ejército Guerrillero Tupac Katari - EGTK) é um grupo guerrilheiro que lutava pelos direitos, as terras e a cultura dos indígenas da Bolívia.
Criado nos década de 1980, realizou ataques contra alvos econômicos (oleodutos, linhas elétricas), edifícios governamentais e missões protestantes, na região de Chapare (perto da fronteira peruana) e, mais tarde, no planalto central.
Recebeu o nome do líder da revolta indígena do final do século XVIII no Alto Peru, Túpac Katari. A organização manteve o ativismo com estrutura de formação sindical para comunidades camponesas, desenvolvimento teórico e estrutura propagandística. Foi desmantelado poucos meses depois de iniciar sua fase de treinamento armado, entre março e agosto de 1992. Entre março e agosto, 35 de seus membros foram detidos e presos, incluindo seus líderes Felipe Quispe, Álvaro García Linera, seu irmão José Raul García Limera, Juan Carlos Pinto Quintanilla, além da mexicana Raquel Gutiérrez. Todos eles foram postos em liberdade condicional em 1997, aguardando um julgamento que foi adiado por anos devido à dificuldade de encontrar provas das acusações.